# Guadalupe (Zacatecas)
Guadalupe egy város Mexikó Zacatecas államának középső részén, amely egybeépült az állam fővárosával, a vele körülbelül azonos lakosságszámú Zacatecasszal. 2010-ben lakossága megközelítette a 125 000 főt.

## Földrajz

### Fekvése
A város Zacatecas állam középső részén, a Nyugati Sierra-Madre és a mexikói központi fennsík találkozásánál épült fel közvetlenül az állam fővárosának, Zacatecasnak a szomszédságában, attól kelet–délkeleti irányban, a tenger szintje felett körülbelül 2300 méteres magasságban. Területe északnyugatról délkelet felé lejt, környezetében több száz méter relatív magasságú hegyek emelkednek. Közvetlen környezetében, ahol nem lakott terület van, ott többnyire mezőgazdaságilag hasznosított földek terülnek el.

### Éghajlat
A város éghajlata meleg, de kevésbé forró, mint az ország legtöbb vidékén. Minden hónapban mértek már legalább 27 °C-os hőséget, de a rekord nem érte el a 36 °C-ot. Az átlagos hőmérsékletek a januári 12,4 és a júniusi 20,4 fok között váltakoznak, fagy novembertől márciusig fordul elő. Az évi átlagosan 434 mm csapadék időbeli eloszlása rendkívül egyenetlen: a júniustól szeptemberig tartó 4 hónapos időszak alatt hull az éves mennyiség 75%-a.
| Hónap                                   | Jan. | Feb. | Már. | Ápr. | Máj. | Jún. | Júl. | Aug. | Szep. | Okt. | Nov. | Dec. | Év   |
| --------------------------------------- | ---- | ---- | ---- | ---- | ---- | ---- | ---- | ---- | ----- | ---- | ---- | ---- | ---- |
| Rekord max. hőmérséklet (°C)            | 28,0 | 29,5 | 31,0 | 33,0 | 34,5 | 35,5 | 32,0 | 33,0 | 29,5  | 30,5 | 30,5 | 27,0 | 35,5 |
| Átlagos max. hőmérséklet (°C)           | 20,3 | 22,3 | 24,3 | 26,3 | 28,5 | 28,0 | 25,7 | 25,1 | 23,7  | 23,4 | 22,3 | 20,4 | 24,2 |
| Átlaghőmérséklet (°C)                   | 12,4 | 14,1 | 16,0 | 18,1 | 20,2 | 20,4 | 18,9 | 18,6 | 17,6  | 16,5 | 14,8 | 13,0 | 16,7 |
| Átlagos min. hőmérséklet (°C)           | 4,5  | 6,0  | 7,7  | 10,0 | 11,9 | 12,8 | 12,2 | 12,0 | 11,5  | 9,7  | 7,3  | 5,5  | 9,3  |
| Rekord min. hőmérséklet (°C)            | −4,0 | −3,0 | −2,0 | 1,5  | 3,0  | 3,0  | 6,5  | 8,0  | 1,0   | 2,0  | −2,5 | −9,0 | −9,0 |
| Átl. csapadékmennyiség (mm)             | 12   | 14   | 1    | 7    | 22   | 63   | 95   | 81   | 87    | 30   | 13   | 9    | 434  |
| Forrás: Servicio Meteorológico Nacional |      |      |      |      |      |      |      |      |       |      |      |      |      |

## Népesség
A település népessége a közelmúltban folyamatosan és igen gyorsan növekedett:
| Év   | Lakosság |
| ---- | -------- |
| 1990 | 46 443   |
| 1995 | 65 726   |
| 2000 | 78 879   |
| 2005 | 99 572   |
| 2010 | 124 623  |

## Története
A város mai helyén a spanyolok megérkezése előtt nem létezett település, csak csekély számú nomád, vadászó és gyűjtögető életmódot folytató nép, szakatékok és gvacsicsilek éltek errefelé. A spanyol hódítók 1546-ban érkeztek meg ide, a közelben felfedezett gazdag ezüstbányák pedig gyors fejlődést és népességnövekedést hoztak a vidéken. Magát Guadalupét 1578. július 16-án alapította Diego Chávez de Montero, az első telepes, de a későbbiekben sokáig nem vált önálló várossá, csak a közeli központ, Zacatecas külső részének számított. Ezt az is jelzi, hogy a 17. században csak las huertas de melgar, azaz „a lucernáskertek” néven emlegették a települést.
1677-ben kaptak engedélyt a helyiek egy új, a Guadalupei Szűzanya tiszteletére felszentelendő templom építésére, 1704-ben Querétaróból érkeztek a településre misszionáriusok, majd 1707-re Antonio Margil de Jesús apostoli kollégiumot is épített, ahonnan az északi országrészbe és a későbbi Amerikai Egyesült Államok területéri is indultak hittérítők. A kolostor körül 1737-től kezdve épültek ki lakóházak.
A mexikói függetlenségi háború helyi eseményei közé tartozik, hogy 1814-ben itt végezték ki a felkelőkhöz tartozó José María Rodríguezt. 1845-ben a település villa rangra emelkedett és a kivégzett hazafi tiszteletére felvette a Villa de Guadalupe de Rodríguez nevet. 1878-ban nyílt meg a Guadalupe és Zacatecas közötti keskeny nyomtávú vasút, 1918-ban itt szállt le az első repülőgép, amely Zacatecas légterét érintette, 1927-ben pedig autóutak rendszerét avatták fel Guadalupe és a szomszédos Zacatecas között. A ciudad rangot 2001-ben nyerte el a város.

## Turizmus, látnivalók

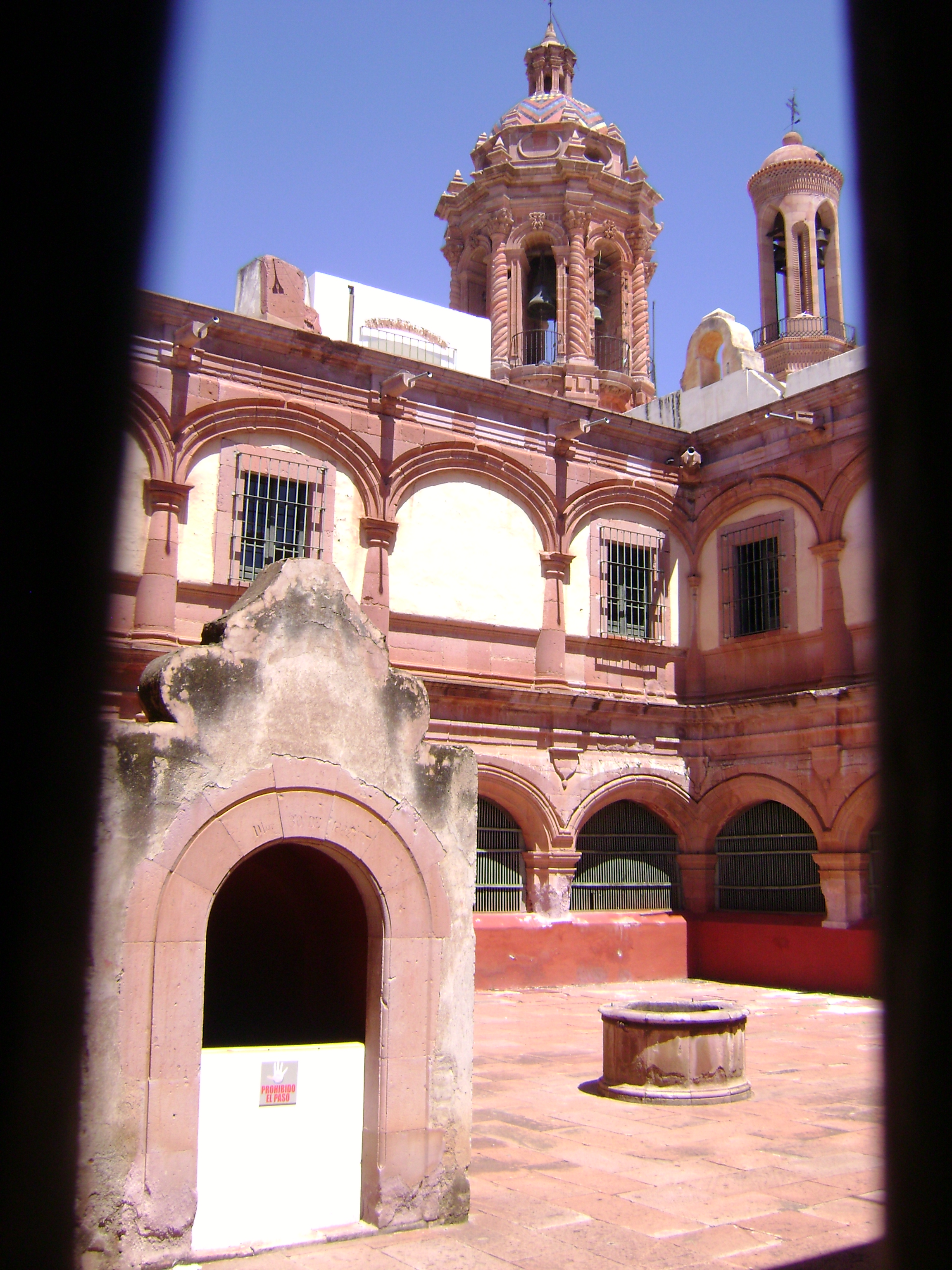
A kolostor udvara

A város fő vonzerejét építészeti értékei adják. 1707-ben épült a barokk stílusú Nuestra Señora de Guadalupe-kolostor, amelyhez több kápolna is tartozik, például a Capilla del Altar Mayor, a Capilla de Nápoles és a Capilla Obscura. Szintén érdekes a klasszicista stílusú Sagrados Corazones-templom, az óratorony, valamint három szobor: Benito Juárezé (a Juárez parkban), Francisco I. Maderóé (Higinio del Real alkotása) és Jézus életnagyságú, egyetlen fadarabból kifaragott szobra.
A város egyik múzeuma a Museo Virreinal („alkirályi múzeum”), amelyben többek között Miguel Cabrera festő képeinek gyűjteményét, valamint más művészek (például Juan Correa, Cristóbal de Villalpando, Luis Juárez, José de Ibarra, Nicolás Rodríguez Juárez, Antonio de Torres és Gabriel José Ovalle) alkotásait, bútorokat és kéziratokat is láthatunk.